# Nivia Palma
 Nivia Palma Manríquez (18 de diciembre de 1959) es una abogada, académica y política chilena, ministra de Bienes Nacionales del segundo gobierno de Michelle Bachelet, entre 2016 y 2018.

## Biografía
Hija de un pastor evangélico, estudió en el Liceo de Niñas de Los Ángeles (actual Liceo Coeducacional Santa María de Los Ángeles); en 1978 se mudó a Santiago para ingresar en la Facultad de Derecho de la Universidad de Chile; allí integró la Agrupación Cultural Universitaria (ACU) y el Grupo de Teatro de su facultad.
Ha ejercido como abogada especialista en derecho del trabajo, siendo asesora de sindicatos y directora ejecutiva de la ONG OFASAN (Oficina de Asesoría Sindical de la Zona Norte). También ha sido profesora del Diplomado de Administración Cultural de la Pontificia Universidad Católica y del Magíster de Gestión Cultural de la Chile.
Está casada con Sergio Aguiló.

## Carrera pública
Durante la década de 1980 formó parte de la dirección de la Izquierda Cristiana. Posteriormente ingresó en el Partido Socialista, donde llegó a ser miembro de su Comité Central. Con la llegada de la democracia, fue asesora legislativa en la Cámara de Diputados durante el XLVIII periodo legislativo.
En enero de 1993 asumió como coordinadora nacional del recién creado Fondo Nacional de Desarrollo Cultural y las Artes (Fondart), siendo paralelamente secretaria ejecutiva del Consejo Nacional del Libro y la Lectura, y desde 1997, representante de Chile ante la Comisión de Industrias Culturales del Mercosur. En septiembre de 2002 renunció a dichos cargos, acusando presiones de la Armada para que el Gobierno Regional de Valparaíso se retirara del «Programa Fondart 10 años» y por la prohibición de la entonces ministra de Educación, Mariana Aylwin, de asistir al estreno de la obra Prat, de Manuela Infante, en la que el héroe nacional "con rasgos de cobardía, alcoholismo y homosexualidad".

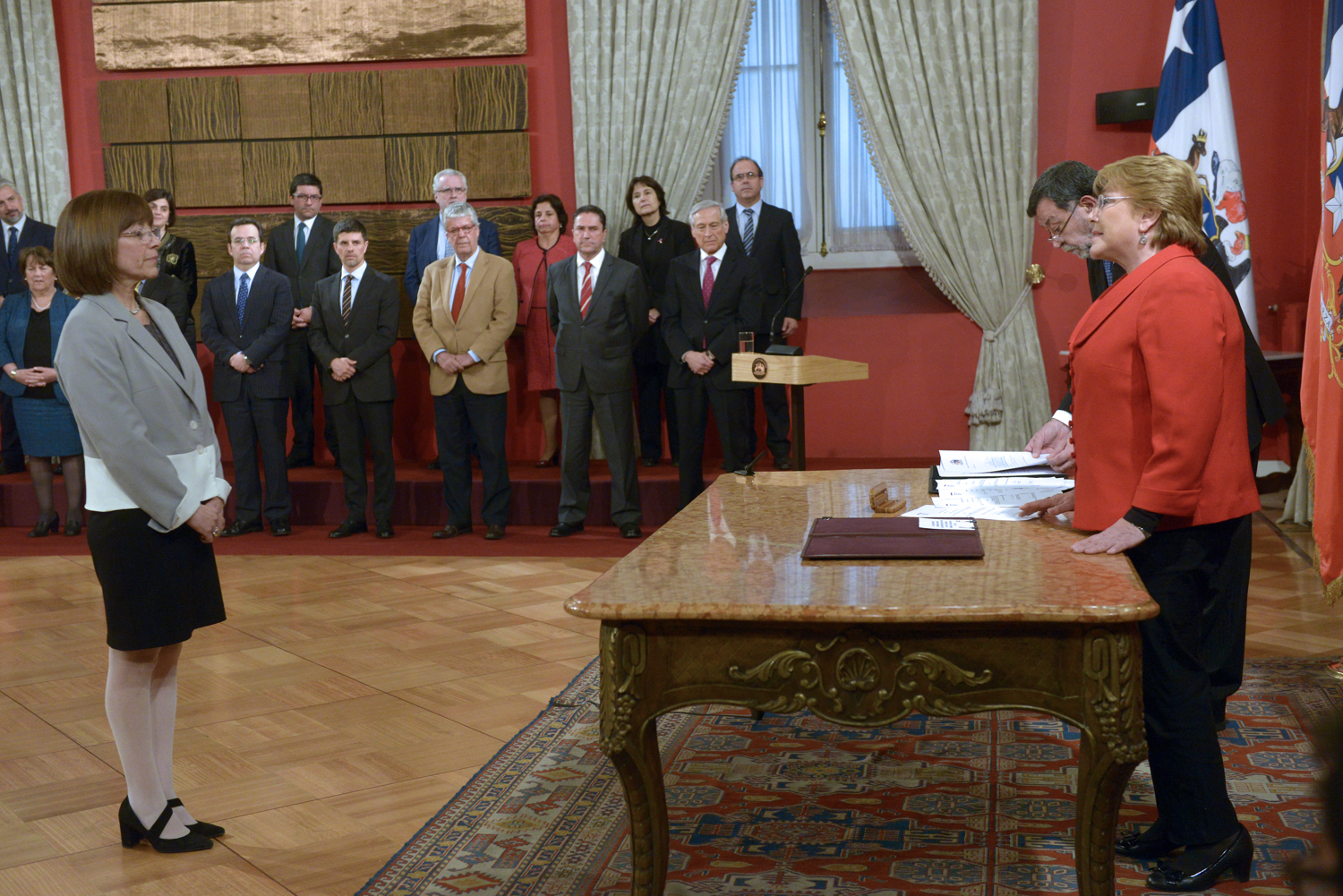
Juramento de Palma como ministra de Bienes Nacionales en 2016.

En 2002 asumió como gerente corporativa de la Cámara Nacional del Libro y de la Sociedad Prolibro S.A. Durante el primer gobierno de Michelle Bachelet, entre 2006 y 2010, encabezó la Dirección de Bibliotecas, Archivos y Museos (Dibam) y, debido a su cargo, ejerció asimismo como vicepresidenta ejecutiva del Consejo de Monumentos Nacionales y directora de la Biblioteca Nacional de Chile. Durante su gestión se implementó el programa de Construcción de Bibliotecas Públicas, se crearon el Archivo Digital y el sitio Memoria Chilena para Ciegos, se gestionó el retorno a Chile del legado de Gabriela Mistral y la devolución de libros a la Biblioteca Nacional de Lima y de diversos archivos documentales al Perú.
En el segundo gobierno de Bachelet, Palma trabajó como jefa de la Dirección Juíridica del Ministerio de Bienes Nacionales, hasta junio del 2015, cuando asume como asesora legislativa del ministro de Cultura, Ernesto Ottone, tarea en la cual le correspondió preparar el proyecto de ley de creación del Ministerio de las Culturas, las Artes y el Patrimonio. 
El 19 de octubre de 2016, fue designada ministra de Bienes Nacionales en reemplazo de Víctor Osorio. Entre las iniciativas de su gestión destacan la creación de la Red de Parques de la Patagonia, la entrega de la administración del parque nacional Rapa Nui a la comunidad Mau Henua y la política de energías renovables no convencionales en terrenos fiscales.
Desde 2020, es miembro integrante del directorio de TVN.

## Condecoraciones

### Condecoraciones extranjeras
- Comendador de la Orden El Sol del Perú ( Perú, 24 de mayo de 2011),.[7]